# Ideciu de Jos
Ideciu de Jos – wieś w Rumunii, w okręgu Marusza, w gminie Ideciu de Jos. W 2011 roku liczyła 1006 mieszkańców.